# Euchromia ganymede
Euchromia ganymede là một loài bướm đêm thuộc phân họ Arctiinae, họ Erebidae.